# Trygve Bratteli
Martin Trygve Bratteli (Nøtterøy, 11 gennaio 1910 – Oslo, 20 novembre 1984) è stato un editore e politico norvegese.
Fu ministro di Stato della Norvegia dal 1971 al 1972 e dal 1973 al 1976.
Bersagliato dalla direttiva Nacht und Nebel, sopravvisse comunque alla deportazione e all'internamento nei campi di concentramento nazisti, grazie al cosiddetto sistema "autobus bianchi".